# Cap de Plan-de-riba

El Cap de Plan-de-riba, respecte del terme d'Abella de la Conca

Cap de Plan-de-riba és una muntanya del terme municipal d'Abella de la Conca, a la comarca del Pallars Jussà, en territori del poble de Bóixols.
Està situat al nord-oest de Bóixols, al damunt i al nord de la Gavernera, al nord-est de Cal Mascarell i a ponent del Grau de Queralt.

## Etimologia
Es tracta d'un topònim compost, que cal entendre pas a pas. És l'extrem -cap- superior del Plan de Riba. Plan és la forma que adopta el mot comú pla, com explica Joan Coromines, en l'ús proclític; és a dir, quan és només el primer element d'un topònim compost. Riba, finalment, derivat del llatí ripa (ensulsiada, despreniment), fa referència a la mateixa cinglera. És per tant, l'extrem de dalt del pla de la cinglera.